# Кравчук Михайло Олегович
Миха́йло Оле́гович Кравчу́к — старший лейтенант Національної поліції України, учасник російсько-української війни. Герой України (2025).

## Життєпис
Родом з села Великий Житин Рівненської області.
Піхотинець зведеної стрілецької бригади «Хижак». Псевдо «Койот».
Протягом листопада — грудня 2024 року особисто взяв у полон 4 російських військовослужбовців. Також йому вдалося евакуювати двох поранених побратимів та успішно провести 5 розвідувальних виходів. Двічі зазнавав поранень. Протягом 36 днів утримував одну з позицій, за цей час йому вдалося відбити щонайменше 10 російських штурмів і знищити чотирьох противників.

## Нагороди
- Звання Герой України з врученням ордена «Золота Зірка» (4 липня 2025) — за особисту мужність і героїзм, виявлені у захисті державного суверенітету та територіальної цілісності України, самовіддане служіння Українському народові[5].